# Вілья-лас-Естрельяс
Вілья-лас-Естрельяс (ісп. Villa Las Estrellas) — поселення в чилійській провінції Антарктика-Чилена, центр комуни Антарктика. Розташоване на території станції «Фрей». 
Поселення є одним з 2 населених пунктів в Антарктиді з постійним населенням (іншим є аргентинська станція «Есперанса»). Суверенітет Чилі над територією, на якій розташовано селище, не визнаний більшістю країн світу.

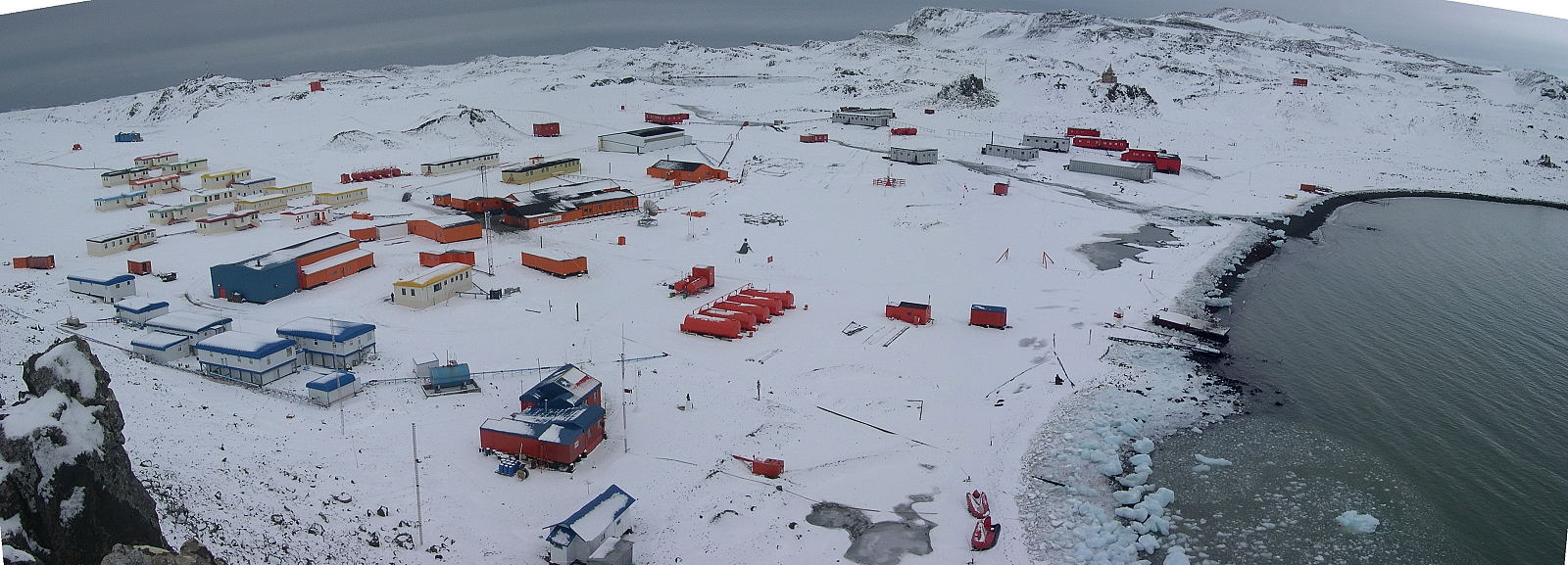
Вілья-лас-Естрельяс, вид зверху

Вілья-лас-Естрельяс засноване 9 квітня 1984 року, за правління Августо Піночета. Одним з мотивів створення поселення було суперництво з Аргентиною. Незабаром після заснування Вілья-лас-Естрельяс.
Зчасом там народилася дитина, Хуан Пабло Комачо, і чилійський уряд відзначив, що він став першою дитиною, не тільки народженою, але і зачатою в Антарктиді (на відміну від Еміліо Маркоса Пальми, мати якого була доставлена в Антарктиду на сьомому місяці вагітності).
Населення селища становить від 80 (взимку) до 150 (влітку) осіб, в основному це службовці ВПС Чилі і вчені, що працюють на станції «Фрей», а також члени їх сімей. У поселенні є 14 житлових будинків площею 72 м² та 90 м², дитячий садок, початкова школа (2 вчителя і близько 15 учнів), бібліотека, католицька каплиця, госпіталь ВПС Чилі, лікарня, магазин, працюють пошта, мобільний зв'язок, радіо, телебачення та інтернет.